# Burg Spraitbach
Die Burg Spraitbach (auch Burg Tanau) ist eine abgegangene mittelalterliche Befestigungsanlage in Spraitbach, einer Gemeinde im baden-württembergischen Ostalbkreis. Von der Burg haben sich keine Reste erhalten; über die Geschichte ist so gut wie nichts bekannt.

## Lage und Geschichte
Die Burgstelle befindet sich auf einem bewaldeten Bergsporn (Burgwald) oberhalb der Rot, etwa 2 Kilometer südöstlich des Spraitbacher Ortskerns (Flurname Burg). Die Anlage hatte eine Größe von etwa 60 × 100 Metern. Reste eines Walls und zweier vorgelagerter Halsgräben können im Gelände noch erahnt werden.
In der Beschreibung des Oberamts Gmünd wurden noch die Flurbezeichnungen Burggraben, Burgäcker und Burgwiesen genannt. Ein Adelsgeschlecht kann der Burg nicht eindeutig zugeordnet werden. In Spraitbach war das Geschlecht derer von Horkheim begütert. Ob diese etwas mit der Burg zu tun hatten, muss offen bleiben.

## Sagen und Legenden

### Der Schatz im Burgkeller
Nach einer alten Sage sollen Raubritter im Burgwald gehaust haben und von dort Raubzüge unternommen haben. Außerdem wird berichtet, dass die Ritter im Burgkeller erbeutete Reichtümer gelagert hätten.

### Der ruhelose Raubritter
Ein besonders schlimmer Raubritter soll wegen seiner Missetaten nach seinem Tode keine Ruhe gefunden haben und soll mit seinem Pferd noch lange Zeit um die Burgruine geritten sein. Das Gebet eines Bauern soll den Spuk schließlich für immer beendet haben.

### Das fromme Burgfräulein
In einer anderen Sage wird die Kirche St. Anna in Tanau mit der Burg in Verbindung gebracht: Einst soll ein gottesfürchtiges Burgfräulein von der Burgmauer in den Graben gestürzt und sich einen Fuß gebrochen haben. Ihr Vater, ein Raubritter mit liederlichem Lebenswandel, soll daraufhin ein gutes Werk gelobt haben, sollte seine Tochter wieder gesund werden. Als das Burgfräulein wieder gesund wurde, soll auf Befehl des Ritters die Kirche St. Anna errichtet worden sein.